# Phymatocarpus porphyrocephalus
Phymatocarpus porphyrocephalus är en myrtenväxtart som beskrevs av Ferdinand von Mueller. Phymatocarpus porphyrocephalus ingår i släktet Phymatocarpus och familjen myrtenväxter. Inga underarter finns listade i Catalogue of Life.